# Поцале (Салерно)
Поцале је насеље у Италији у округу Салерно, региону Кампанија.
Према процени из 2011. у насељу је живело 106 становника. Насеље се налази на надморској висини од 567 м.